# Tetrasomía
Se llama tetrasomía a una anomalía genética en la cual existen en las células cuatro copias de un cromosoma homólogo en lugar de las dos habituales. Las tetrasomías se incluyen dentro de las aneuploidías, las cuales se dividen en trisomías, tetrasomías y pentasomías. En ocasiones las cuatro copias no son del cromosoma completo, sino de una fracción del mismo.

## Tipos
Las tetrasomías más frecuentes en la especie humana son:
- Síndrome XXXX
- Síndrome del ojo de gato (tetrasomia 22)
- Síndrome de Pallister-Killian
- Tetrasomía 9p
- Tetrasomia 18p[2]

## Tetrasomía en la leucemia
En el estudio citogénico de células de pacientes afectos de leucemia, es relativamente frecuente encontrar tetrasomías del cromosoma 8.

## Tetrasomía ytetraploidía
No debe confundirse la tetrasomía con la tetraploidía. En la tetrasomía un determinado cromosoma está repetido 4 veces, mientras que en la tetraploidía existen 4 juegos completos de cromosomas en cada célula (92, XXXX), el número de cromosomas sería 96 en la especie humana.